# Philip Wood
Pour les articles homonymes, voir Wood.
Philip Henry Nicholls Wood, né le 23 octobre 1928 à Cardiff (Pays de Galles) et mort le 16 juin 2008 en Angleterre, est un épidémiologiste et rhumatologue britannique. Il est professeur de santé publique à l'Université de Manchester.

## Biographie
Philip Wood naît le 23 octobre 1928 à Cardiff.
Diplômé en 1955, il est reçu membre du Collège Royal des Médecins (Fellow of the Royal College of Physicians, FRCP) en 1978. Il fait des découvertes notables et développe sa compassion pour les patients atteints de maladies rhumatismales.
Pendant les 21 années où il dirige l'unité de recherche épidémiologique de la campagne de recherche sur l'arthrite à Manchester, il se penche sur la formation en rhumatologie proposée par les facultés de médecine, ainsi que sur le nombre et la diversité des consultants auxquels une personne souffrant d'une des maladies rhumatismales peut être adressée. 
Il contribue à élaborer la Classification internationale du Fonctionnement, du handicap et de la santé (CIF), proposée par l'OMS et adoptée par plus de 200 pays en 2001.
Marié à Cherry Norma Charlish en 1952, le couple a 4 filles: Julia, Vyvyan, Eleanor et Beatrix.
Philip Wood meurt en juin 2008.

## Source s
- Site de la Fédération française du syndrome de Williams et Beuren
- « Mais qui êtes vous M. Wood ? » sur formadiv.blogspot.fr,  7 février 2011